# Домашенко, Яков Семенович

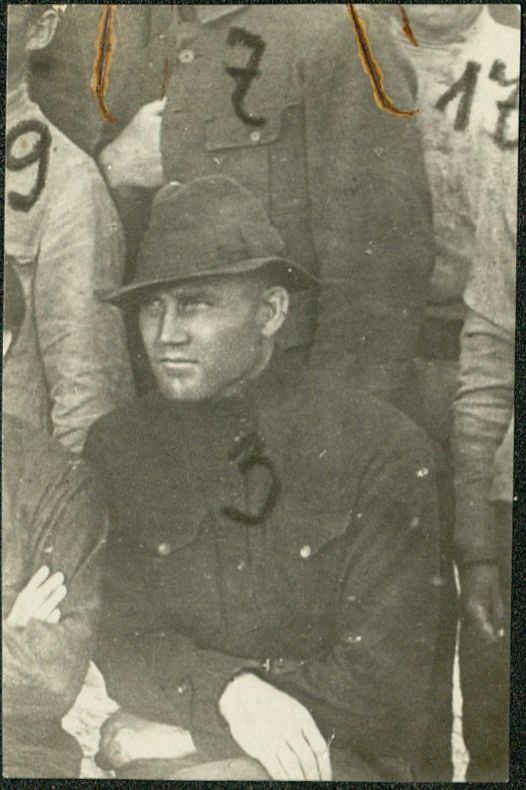
Домашенко Яков Семёнович

Яков Семенович Домашенко (родился в 1891 году в Гуляйполе) — анархист. Крестьянин. С 1917 член Гуляй-Польской группы анархо-коммунистов.
В декабре 1917 участник создания и первый командир отряда Чёрной гвардии. Участвовал в боях с бело-казаками в начале 1918. С 1918 участник махновского движения. В 1920-21 комендант штаба РПАУ, осенью 1920 был также комендантом Старобельска. Участник последних рейдов махновцев в 1921.
В августе 1921 с отрядом Махно ушёл в Румынию. В 1921-23 содержался в концлагере в Брашове. В начале 1923 эмигрировал в Польшу, где вместе с Махно и его ближайшими товарищами был арестован 25 сентября 1923.
В ноябре 1923 предан суду по обвинению в сотрудничестве с советской разведкой и подготовке восстания в Польше, но был оправдан.